# Rikuto Hirose
Rikuto Hirose (født 23. september 1995) er en japansk fodboldspiller, som spiller for den japanske fodboldklub Yokohama F. Marinos.